# Taratata
Taratata ist eine französische Musiksendung, in der Künstler und Bands live auftreten und interviewt werden. Seit 2015 trägt die Fernsehsendung den Namen Taratata 100 % live. Insgesamt kommt das Format auf über 500 Sendungen.

## Geschichte
Die Show wird seit dem Start am 10. Januar 1993 von Nagui Fam, kurz: Nagui, moderiert und wurde zuerst bei dem französischen Sender France 2 ausgestrahlt. Taratata wurde zwar 2000 abgesetzt, wird allerdings seit April 2005 über den Sender France 4 sowie einmal wöchentlich zur Prime Time auf France 3 sowie einmal monatlich auf France 3 und Virgin Radio ausgestrahlt.
Viele Musiker wie Devendra Banhart, Katie Melua oder Ayọ hatten hier ihr Debüt im französischen Fernsehen. Das besondere hierbei ist, dass die Bands oftmals in ungewöhnlichen Konstellationen auftreten und auch Coverversionen verschiedenster Titel spielen.
Anfang 2013 feierte die Sendung 20-jähriges Jubiläum. Am 31. Mai des Jahres kündigte der Sender France 2 die Absetzung von Taratata an. Die letzte Episode wurde in zwei Teilen am 6. und 13. Juli 2013 ausgestrahlt.
Wenige Tage nach der Ankündigung der Absetzung formierte sich Widerstand bei Fans und Künstlern. Es wurde eine Online-Petition gestartet. Anfang September 2015 kündigte die neue Präsidentin von France Télévisions, Delphine Ernotte, kurz nach ihrer Amtsübernahme, die Fortsetzung von Taratata an. Grund dafür waren die zahlreichen Zuschriften von Zuschauern, die eine Rückkehr der Sendung forderten. Am 24. Oktober 2015 kehrte die Show, unter dem Namen Taratata 100% live, in das Programm von France 2 zurück. Taratata erzielte eine Einschaltquote von 4,3 Mio. Zuschauer.
Den 30. Geburtstag feierte die Sendung am 5. Oktober 2023 mit einem Benefizkonzert zur Krebsbekämpfung vor 40.000 Zuschauern in der Paris La Défense Arena.

## Ausstrahlung
Taratata ist im europäischen Fernsehen auf TV5 Monde zu sehen. Auch im arabischen Raum wird die Show im identischen Format beim Sender Dubai Television ausgestrahlt, in Kanada bei TV5 Kanada.
Auf Sat.1 lief 2004 und 2005 eine deutsche Version der Show. Zunächst gab es zwei Sendungen am 11. und 18. Dezember 2004 um 23:15 Uhr, die von Kristian Thees moderiert wurden. Im Herbst 2005 übernahm Hugo Egon Balder, der zuvor Produzent der Show war, auf Wunsch des Senders die Moderation.